# Out of Practice
Out of Practice est une série télévisée américaine en 22 épisodes de 22 minutes, créée par Joe Keenan et Christopher Lloyd et dont seulement 14 épisodes ont été diffusés entre le 19 septembre 2005 et le 29 mars 2006 sur le réseau CBS.
Cette série est inédite dans les pays francophones.

## Synopsis
Les Barnes sont une famille composée de Stewart Barnes, le père médecin, Regina, la mère cardiologue, Oliver, le fils aîné chirurgien plastique, Lydia, la fille qui travaille dans la salle des urgences et Benjamin, le plus jeune fils qui est conseiller conjugal, le seul ne pas être devenu médecin.

## Distribution
- Henry Winkler : Stewart Barnes
- Ty Burrell : Oliver Barnes
- Stockard Channing : Lydia Barnes
- Christopher Gorham : Benjamin Barnes
- Paula Marshall : Regina Barnes

## Épisodes
1. Titre français inconnu (Pilot)
2. Titre français inconnu (We Wanna Hold Your Hand)
3. Titre français inconnu (And I'll Cry if Want To)
4. Titre français inconnu (The Truth About Nerds and Dogs)
5. Titre français inconnu (Brothers Grim)
6. Titre français inconnu (The Heartbreak Kid)
7. Titre français inconnu (Key Ingredients)
8. Titre français inconnu (The Wedding)
9. Titre français inconnu (Thanks)
10. Titre français inconnu (Guilt Trip")
11. Titre français inconnu (New Year's Eve)
12. Titre français inconnu (Yours, Mine or His?)
13. Titre français inconnu (Model Behavior)
14. Titre français inconnu (Hotwater)
15. Titre français inconnu (You Win Some, You Use Some)
16. Titre français inconnu (Doctor of the Year)
17. Titre français inconnu (Restaurant Row)
18. Titre français inconnu (Losing Patients)
19. Titre français inconnu (Doctors without Bidders)
20. Titre français inconnu (If These Floors Could Talk)
21. Titre français inconnu (The Lady Doth Protest Too Much)
22. Titre français inconnu (Breaking Up Is Hard to Do and Do and Do)